# Аракел Багишеци
Аракел Багишеци (арм. Առաքել Բաղիշեցի, также Аракел Пореци арм. Առաքել Պոռեցի,  ок. 1380 — 1454) — армянский поэт и музыкант XV века. Автор около 80 произведений различного жанра.

## Биография
Родился примерно в 1380 году в селе Пор области недалеко от города Битлис (арм.  Багеш). Отца звали Нерсес, мать — Хутлу-мелик. Принадлежал к высшему армянскому сословию. Был учеником Григора Хлатеци, у которого учился литературе и музыковедению. Сам получил степень вардапета. После смерти своего учителя, Аракел посвящает ему стихотворение «Элегия на смерть Григора Церенца вардапета Хлатеци», а позже пишет и его житие «История превосходного и светозарного вардапета нашего Григора Хлатеци Церенца». Был в дружеских отношениях с некоторыми другими армянскими писателями, в первую очередь со своим односельчанином Мкртичом Нагашом и ондокашником Товмой Мецопеци. С 1422 года — настоятель монастыря Еркайн Инкузяц в Чмшкацаге, где занимался педагогической и творческой деятельностью. Известно, что у Багишеци был сын, по имени Ованес, который, будучи художником и священником, скончался в молодости. Сам Багишеци умер 11 января 1454 года в небольшом городе Аргни, к северо-западу от Диарбекира.

## Творчество
Аракел Багишеци оставил большое количество исторических, панегирических, нравоучительных и других стихотворных произведений и переложений армянских версий на грабаре (древнеармянском литературном языке) и на современном ему народном языке. Его перу принадлежат, по мнению специалистов, не менее 80 произведений. Многие его стихотворения пропитаны идеей освобождении армянского народа от мусульманского ига, надеждой на светлое будущее Армении. В музыкальном наследии особое место занимает «Песнь об Иоасафе». Широко известна также его «Песня о розе и соловье», которая была переведена Валерием Брюсовым. Является автором множества житий и канонов армянским святым.
В историографическом наследии первостепенное место занимает поэма «Плач о столице Византии», в которой автор оплакивает захват Константинополя османами. С высокой лиричностью и жизненной правдой Аракел выразил горе армян, его современников, вызванное гибелью великого города, и передал ужас очевидцев, рассказавших потомкам о зверствах турок. С грустью противопоставляет былое величие Византии её современному унижению:

Окружили тебя неверные

И осквернили, Византия,

Стала посмешищем ты

Для соседей-язычников, Византия.

Главная идея поэмы, однако, — освобождение Армении от османского ига. Являясь выразителем армянской общественной мысли XIV—XV веков, стоял на позициях так называемых западников (латинофилов), возлагавших надежды на помощь католических держав западной Европы. На них Багишеци делал главную ставку.  Именно с ними связывал он грядущее восстановление Византии, а вслед за ней и Армении. И с уверенностью на светлое будущее, выражает ноты оптимизма.

Просветлеет народ армянский,

Избавившись от чужеземцев,

Радостные, все будут ликовать,

Как в дни Просветителя.

По словам Майкла Стоуна, одной из примечательных особенностей его творчества являлась сильная любовь к родине.

#### Сочинения (неполный список)
Исторические
- «Плач о столице Византии» (арм. «Ողբ մայրաքաղաքին Ստամպոլու», 1453 г.)

Жития, мученичества и панегирики
- «Мученичество Вардана Багишеци» (арм. «Վկայաբանություն Վարդան Բաղիշեցոյ», 1421 г.)[10][11]
- «Элегия на смерть Григора Церенца вардапета Хлатеци» (арм. «Եղերգութիւն ի մահ նահատակութեան Ծերենց Գրիգորի վարդապետի Խլաթեցւոյ», 1425 г.)
- «История превосходного и светозарного вардапета нашего Григора Хлатеци Церенца» (арм. «Նոր վկայաբանություն», 1426 г.)
- «Панегирик храброму оратору, великому Григору Татеваци» (арм. «Ներբողեան առ քաջ հռետորն մեծն Գրիգոր Տաթևացի»)[1]
- «О святых Минасе, Ерминее и Грабосе» (арм. «Տաղ սրբոյն Մինասա, Երմոգինեա եւ Գրաբոսի»)
- «Ода Богоматери» (арм. «Տաղ Աստուածածնի»)

Стихотворные переложения
- «Песнь об Иоасафе» (арм. «Տաղ Յովասափու», 1434 г.) — музыкально-стихотворная обработка средневекового романа «Варлаам и Иоасаф»
- «История святого Григора Просветителя» (арм. «Պատմութիւն սրբոյն Գրիգորի Լուսաւորչին») — в основе легла «История Армении» Агафангела
- «Стихотворный панегирик Нерсесу Великому» (арм. «Ներբողեան տաղաչափականի վերայ վարուց Մեծին Ներսէսի») — в основе легла «История жизни и смерти покойного святого Нерсеса Великого» Месропа Вайоцдзореци
- «История семи мудрецов»

Поэмы
Песнь изумительную вы услышите сейчас,

И телу и душе она готовит радость в нас.

Я буду славить соловья, чей так приятен глас,

И розу, чей цветной убор так сладостен для глаз.

Так молвит розе соловей: "Влечешь меня лишь ты!

Знай: я тебя люблю; ты - храм любви и красоты!

Должна в тебя сойти любовь святая с высоты;

Твоей любовью расцветут по всей земле цветы".

Так молвит роза соловью: "О дивный соловей!

Как счастлива, в душе моей, я от твоих речей;

Но ты летаешь высоко, я - вечно средь полей:

Я слить могу ль свою любовь с любовию твоей".
(Перевод Валерия Брюсова)
- «Песнь о Благовещании» (арм. «Տաղ աւետեաց») — в поэме описываются волнения и реакция св. Марии после благой вести
- «Песнь о церкви Шогакат в Эчмиадзине, что в Вагаршапате» (арм. «Գանձ Շողակաթի եկեղեցւոյ Էջմիածնին, որ ի Վաղարշապատ») — в поэме рассказывается о видении Григора Просветителя и основании Эчмиадзинского монастыра[12]
- «Песнь скитальца» (арм. «Տաղ ղարիպի»)
- «Вся слава людская» (арм. «Ամենայն փաոք մարդոյ»)[13]
- «Песня о розе и соловье» (арм. «Տաղ բլբուլի եւ վարդի»)
- «Песнь гордости» (арм. «Տաղս հպարտութեան»)
- «Плач вардапета Аракела Багишеци» (арм. «Ողբ ի յԱռաքել վարդապետէ Բաղիշեցոյ»)
- «Прислушайтесь к словам моим» (арм. «Ականջ դրէք բանիս»)
- «Песнь о милости» (арм. «Տաղ վասն ողորմութեան»)
- «Ордорак[арм.]» (арм. Յորդորակ)
- «О погибших» (арм. Տաղ մեռելիյ)

Речи
- «Настоятельное слово о детях» (арм. Բանք խրատականք յաղագս մանկանց)